# Käseherstellung

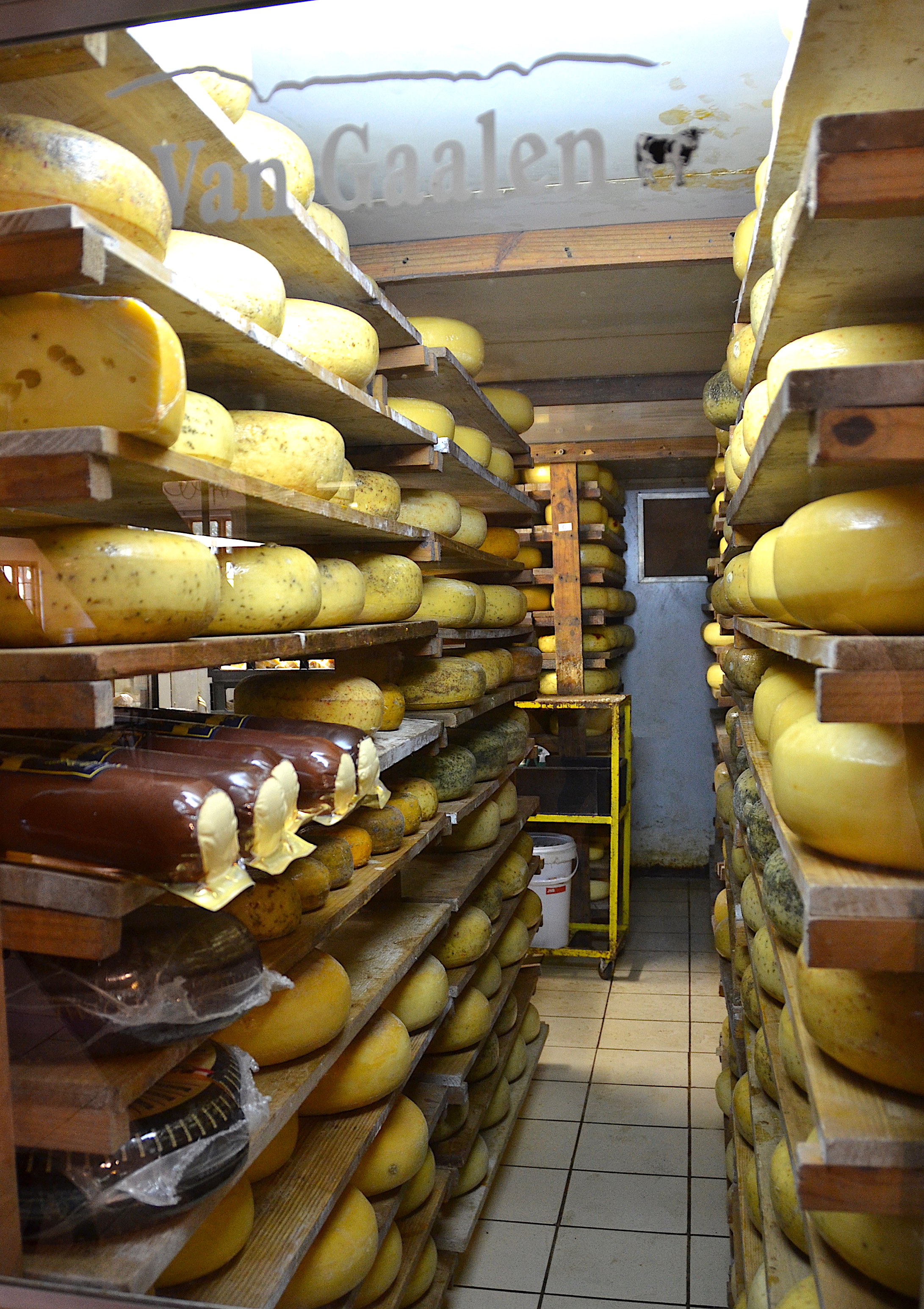
Verschiedene Käsesorten zur Reifung in einem Käsekeller

Die Käseherstellung ist das Verfahren, bei dem aus der Milch der Kühe insbesondere von Rindern und Büffeln, von Schafen oder Ziegen oder aus Süßmolke durch Gerinnung der Eiweißbestandteile das Endprodukt Käse hergestellt wird. Umgangssprachlich wird Käseherstellung auch Käsen genannt.

## Geschichte

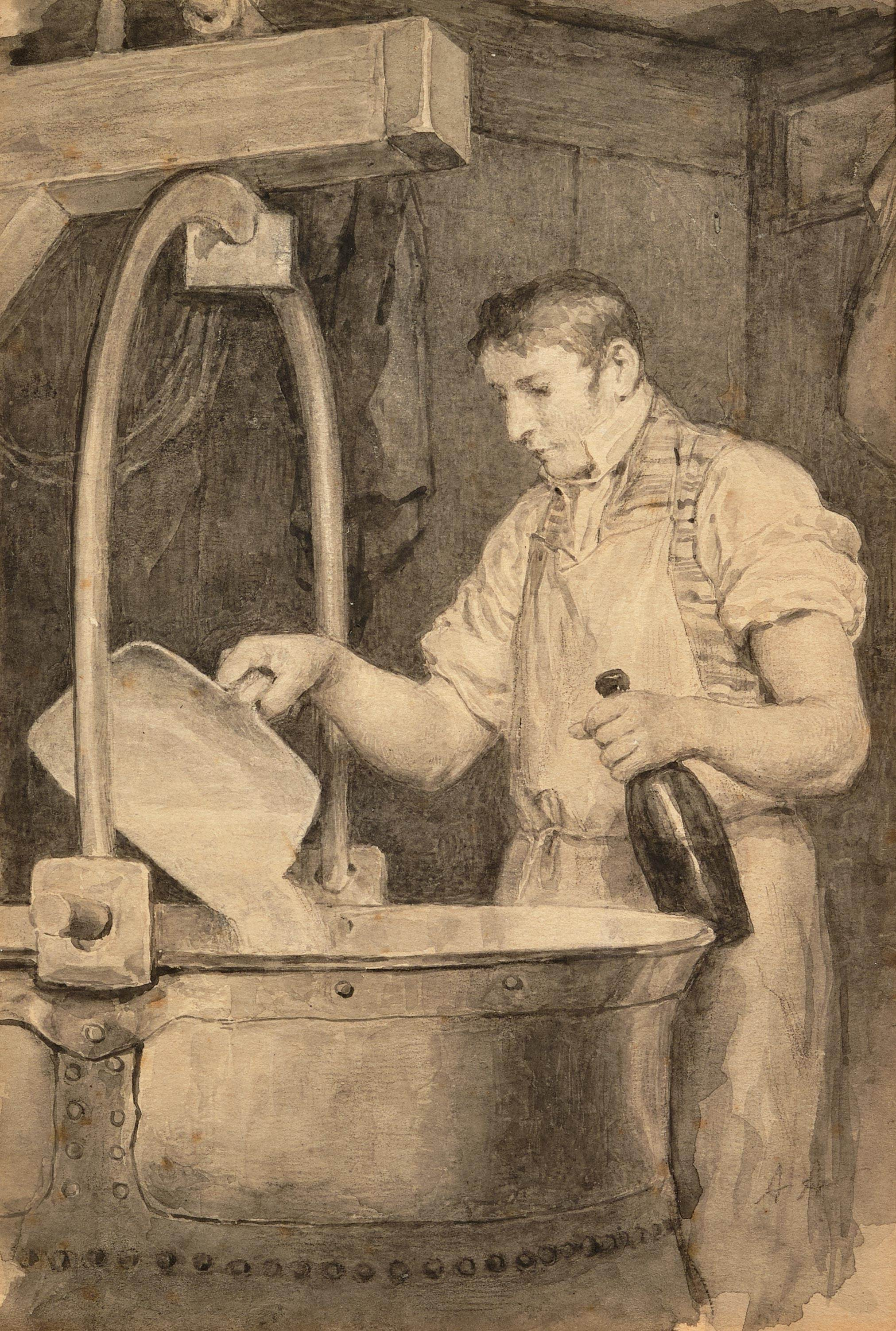
Albert Anker (1831–1910): Käser bei der Arbeit

Die Geschichte der Käseherstellung reicht bis in die frühe Jungsteinzeit Mitteleuropas zurück. Spektroskopische Untersuchungen (GC-MS) an Siebgefäßen der Linienbandkeramik (5500–4900 v. Chr.) aus Kujawien belegen Rückstände von Milchfett und damit deren Verwendung für die Käseherstellung. Gefäße mit Abbildungen von Ziegen und Schafen sind erstmals aus der frühneolithischen Körös-Kultur (ca. 6000–5600 v. Chr.) bekannt. Da die Laktase-Persistenz (die Verträglichkeit von tierischer Rohmilch) im Frühneolithikum nur ganz vereinzelt nachgewiesen ist, kann auch schon bei den Gefäßen der Körös-Kultur von fermentierten Milchprodukten (wahrscheinlich Käse) ausgegangen werden.
Auch bei Ägyptern und Griechen war die Herstellung von Käse aus Schafs- oder Ziegenmilch weit verbreitet. Die Römer trieben die Käsekultur voran. Sie würzten Käse und verfeinerten ihn mit Kräutern. Nach dem Untergang des Römischen Reiches überlebte das Wissen um die Käseherstellung in christlichen Klöstern.

## Wirtschaftliche Bedeutung
Im Jahr 2019 wurden weltweit 23.168.281 Tonnen Käse erzeugt.
| Rang | Land               | Produktion (in Tonnen) |
| ---- | ------------------ | ---------------------- |
| 1    | Vereinigte Staaten | 6.317.655              |
| 2    | Deutschland        | 2.338.335              |
| 3    | Frankreich         | 1.679.058              |
| 4    | Italien            | 1.133.716              |
| 5    | Niederlande        | 931.137                |
| 6    | Russland           | 745.103                |
| 7    | Polen              | 738.967                |
| 8    | Ägypten            | 626.603                |
| 9    | Kanada             | 606.326                |
| 10   | Dänemark           | 464.434                |
| …    |                    |                        |
| 18   | Österreich         | 258.912                |
| …    |                    |                        |
| 22   | Schweiz            | 211.539                |
| …    |                    |                        |
| 106  | Bhutan             | 52                     |
| 107  | Georgien           | 18                     |

Die zehn größten Hersteller produzierten 67 % der Gesamtmenge.

Frankreich ist unter den käseproduzierenden Ländern besonders bekannt für seine große Anzahl an Käsesorten. Die französische Appellation d’Origine Contrôlée unterscheidet dabei unter anderem die vier Herstellungskategorien Fermier, Artisanal, Coopératives und Industriel.

## Herstellungsverfahren
Käse kann sowohl aus Milch als auch aus Molke hergestellt werden.

### Grundstoff Milch
Für die Käseherstellung verwendet man Milch von Rindern, Büffeln, Schafen oder Ziegen. Die Milch von Schweinen enthält für die Käseherstellung nicht genug Milcheiweiß Kasein. Als Basis für Rohmilchkäse verwendet man unbehandelte Milch. Für die Herstellung von Käse aus dem Grundstoff Milch wird das Milcheiweiß Kasein ausgefällt (Gerinnung), was dem Käse seine feste Beschaffenheit verleiht.
Anhand der Gerinnung durch Lab oder Sauerlegung unterscheidet man Labkäse (Süßmilchkäse) und Sauermilchkäse. Beim Labkäse erfolgt die Dicklegung durch ein im Lab enthaltenes Enzymgemisch aus Pepsin und Chymosin. Bei der Sauerlegung zum Sauermilchkäse gerinnt Kasein durch die Milchsäurebakterien. Sauermilchkäse ist meistens Frischkäse. Es gibt jedoch auch gereiften Sauermilchkäse.

### Grundstoff Süßmolke
Süßmolke (Schweiz: „Sirte“) ist ein Nebenerzeugnis bei der Herstellung von Labkäse. Bei Molkenkäse werden die Molkeneiweiße Albumin und Globulin aus der Süßmolke, die als Grundstoff dient, ausgefällt. Die Ausfällung erfolgt durch Erhitzung der Süßmolke. Die Gerinnung erfolgt beim Molkenkäse nicht durch Enzyme oder Milchbakterien.

### Herstellungsschritte
Die Milch, die zur Käseherstellung verarbeitet wird, muss strengen Qualitätsvorschriften genügen. Ein großer Teil des Käses wird aus Kuhmilch hergestellt, in selteneren Fällen aus Milch von Schaf, Büffel oder Ziege. Für die Herstellung von Rohmilchkäse wird die Milch von Kühen bevorzugt, die auch im Winter mit Heu gefüttert werden und nicht mit Silage. Bei der Silogärung entsteht das sporenbildende (hitzestabile) Clostridium tyrobutyricum, das beim Käse zu einer Fehlgärung führen kann.

#### Vorbereitung
- Prüfung der Milch auf bakteriologische Beschaffenheit
- Einstellen des Fettgehaltes (Hinzufügen oder Abtrennen von Rahm)
- Dauererhitzung, Pasteurisierung oder Hocherhitzung, sofern nicht Rohmilchkäse hergestellt werden soll

#### Dicklegen der Milch
Das Dicklegen der Milch entscheidet mit darüber, welcher Käse entsteht.
- Durch Säuern mit Hilfe von Milchsäurebakterien (Leuconostoc sp., Lactococcus sp.) entstehen Frischkäse und gereifter Sauermilchkäse.
- Durch Lab (aus Kälbermagen oder biotechnologisch in Fermentern mit Hilfe von Schimmelpilzen Mucor mihei, Aspergillus niger hergestellt) gewinnt man Hartkäse, Schnittkäse, halbfesten Schnittkäse und Weichkäse. Kommt Lab zusammen mit Reifungskulturen (Mikroorganismen) in die Milch, so ist diese bereits nach einer halben Stunde dickgelegt. Diese Masse nennt man „Dickete“ oder „Gallerte“.
- In Portugal wird die aus Schafsmilch hergestellte regionale Spezialität Queijo Serra da Estrela mit einem Aufguss aus der Distelart Cynara cardunculus dickgelegt.

#### Schneiden, Formen, Pressen

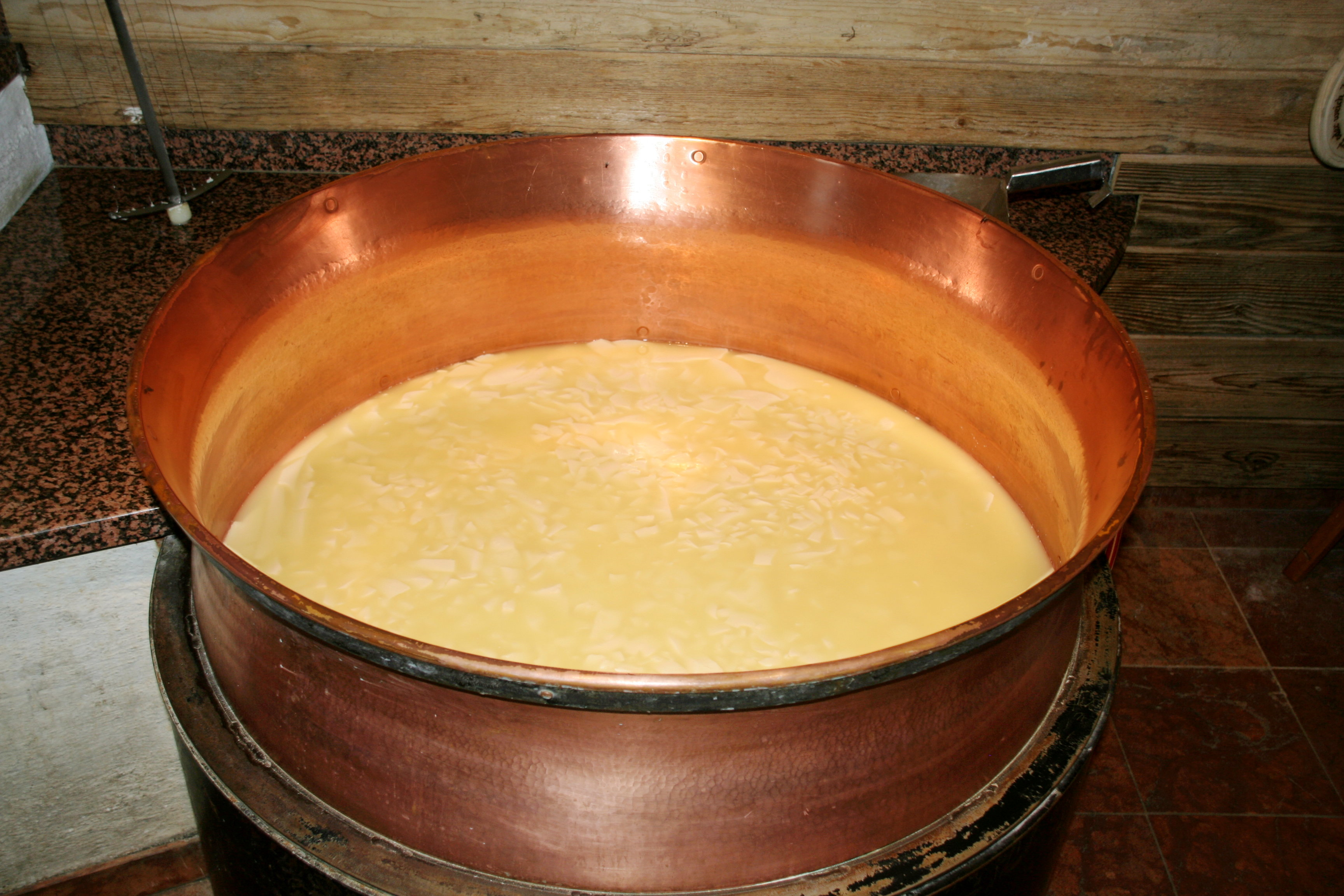
Dickete, nach dem Schneiden mit der Käseharfe (links oben)

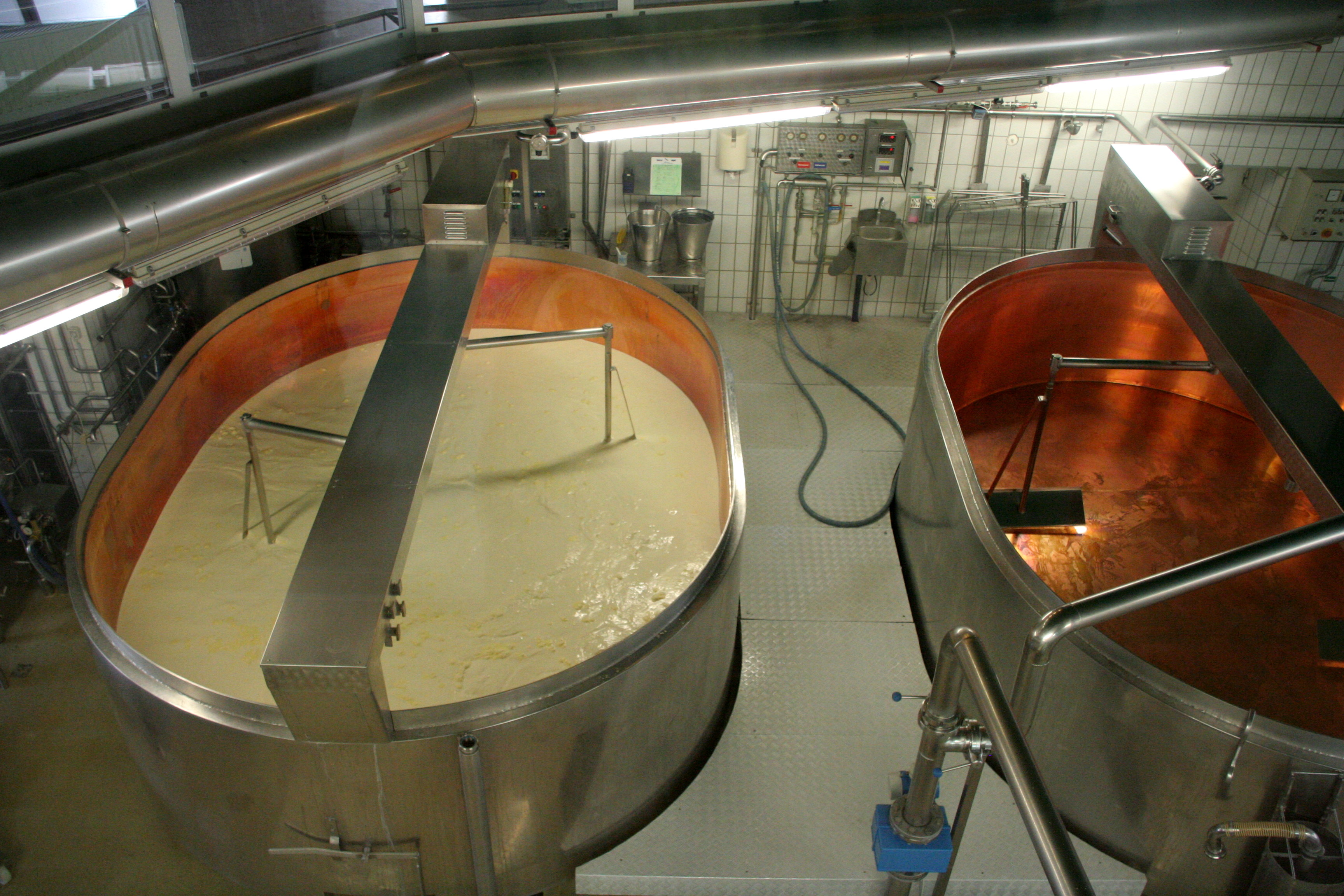
Industrielle Käseherstellung

- Die Dickete wird mit der „Käseharfe“ klein geschnitten (je fester der Käse werden soll, desto kleiner). Der richtige Zeitpunkt zum Schneiden wird auch heute noch überwiegend durch manuelle Prüfung festgelegt. Dadurch erhält man den „Käsebruch“. Entsprechend der weiteren Verarbeitung wird dieser Käsebruch dann noch vorsichtig erhitzt, damit sich das Bruchkorn weiter zusammenzieht (Synärese) und dabei noch mehr Molke verliert. Dieser Vorgang wird als „Brennen des Bruchs“ bezeichnet. Dies geschieht je nach Käsesorte bei Temperaturen von bis zu 55 °C. Je höher die Temperatur, desto mehr Molke tritt aus und desto höher ist die Trockenmasse. Durch die weitere Verarbeitung wird der Wassergehalt und somit die Festigkeit und Lagerfähigkeit des Käses beeinflusst.
- Danach kommt der Käsebruch in sortentypische Formen. Es entstehen die Käselaibe.
- Bei allen Käsesorten, welche zu Schnitt- oder Hartkäse weiterverarbeitet werden, ist ein Abpressen der Molke erforderlich. Dies kann langsam oder schnell unter Verwendung von Pressvorrichtungen oder eines Seihtuchs geschehen.
- Aus der Süßmolke kann durch Erhitzen Molkenkäse gewonnen werden.

#### Lakebad
Durch Baden in Salzlake wird den Rändern des jungen Käselaibes weiteres Wasser entzogen und die Rindenbildung vorbereitet. Der Salzgehalt der Lake beträgt je nach Käsesorte 15–22 %. Es wandert auch Salz in den Käse und trägt so zur Geschmacksbildung mit bei.

#### Reifung

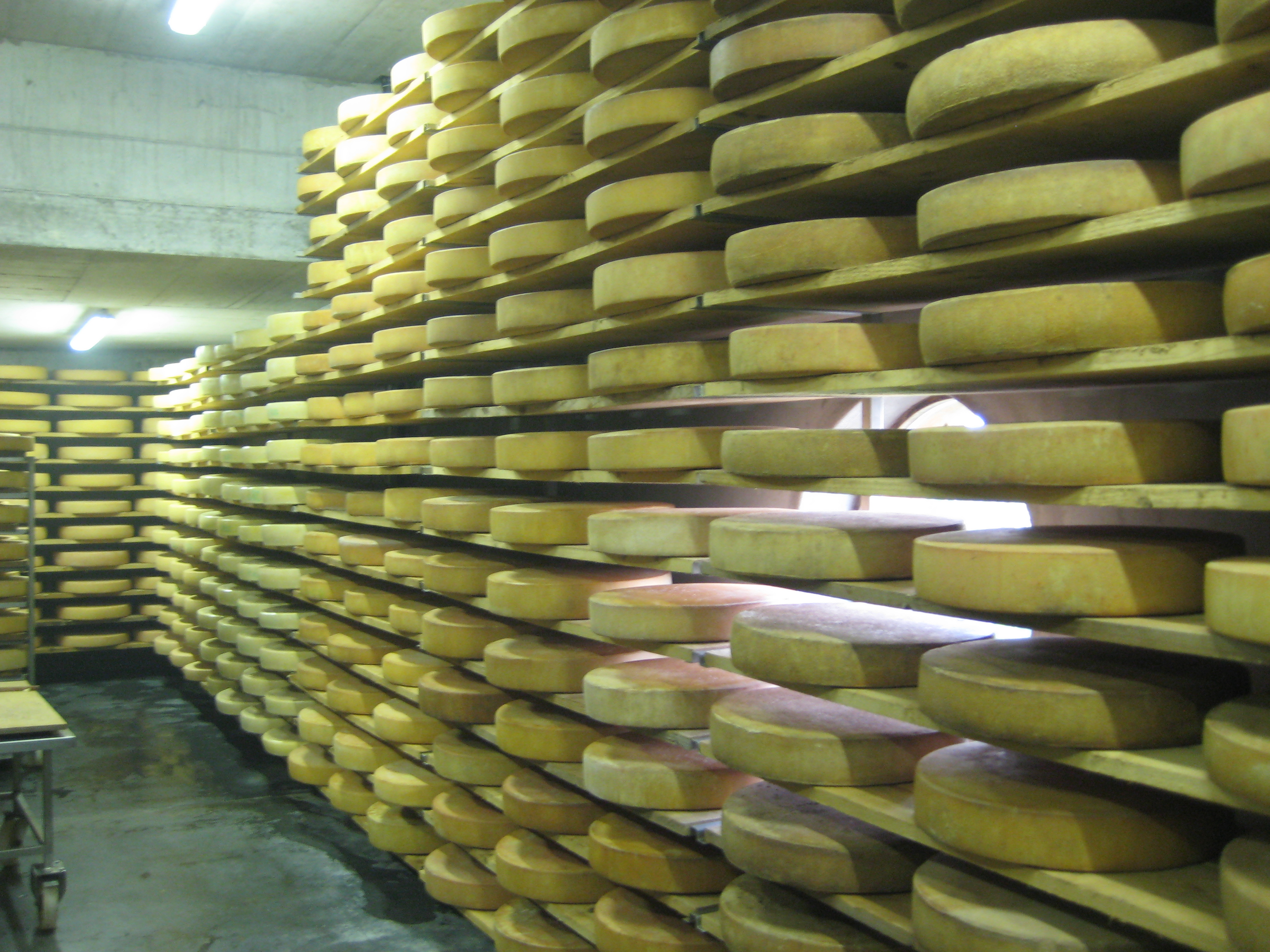
Käselagerung in einer kleinen Sennerei

Frischkäse muss nicht reifen (siehe Herstellung von Quark). Auch die im Altenburger Land, ausgehend von Zeitz, durch eine spezielle Milbenart hergestellten Milbenkäse haben auf Grund ihres Herstellungsverfahrens i. e. S. keine „Reifung“.
Ansonsten setzt die Entwicklung des sortentypischen Aromas eine tage-, wochen- oder monatelange Reifung des Käses voraus. Hierbei spielen Stoffwechselvorgänge von Mikroorganismen eine bedeutende Rolle. Bei einigen Standard-Käsesorten ist eine bestimmte Mindestreifezeit gesetzlich vorgeschrieben. Während der Reife werden die Laibe regelmäßig gewendet, gesalzen oder mit Salzlake bestrichen, gebürstet und manchmal auch in Kräutern gewälzt.
Salzlakenkäse wie Feta reift in einer Salzlake. Beim sogenannten Edelschimmelkäse, also (Blauschimmelkäse wie Blue Stilton und Gorgonzola oder Weißschimmelkäse wie Camembert und Brie) wird der Bruch oder der Käselaib mit speziellen essbaren Schimmelpilzen geimpft, die den Geschmack und das Aussehen prägen und manchmal an Stelle einer Rinde den Käse umhüllen.

#### Veredelung
Um besondere Geschmacksvarianten zu erzielen, werden manche Käse von sogenannten Affineuren veredelt (Affinage). Der Käse wird während der Reifung im Käsekeller oder Kühlraum je nach Käsesorte mit Wein, Sud, Salzlake oder mit anderen Methoden behandelt.

### Haltbarmachung

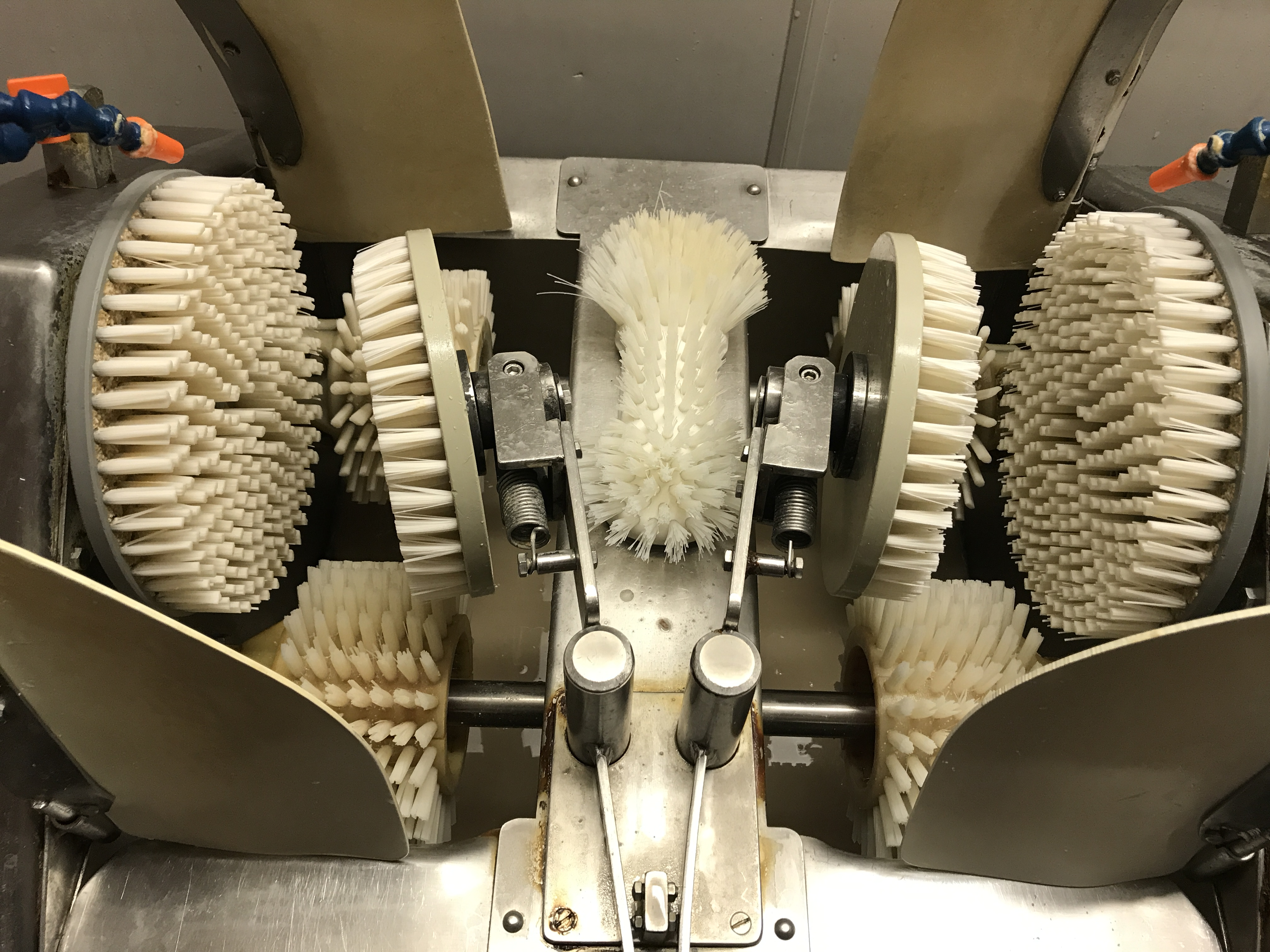
Käseschmiermaschine

Der Käse wird beim Reifen immer wieder mit Salz oder Salzlake eingerieben, wodurch den äußeren Schichten Wasser entzogen wird und die harte, trockene Käserinde entsteht. Sie schützt ein wenig vor Austrocknung, Schädlingen, Schmutz und sonstiger Beschädigung. Bei richtiger Behandlung entsteht im Zusammenspiel mit Rotschmiere eine wachsartige halbweiche Rinde, die noch luftdurchlässig ist. Diese Luftdurchlässigkeit bietet dem Käse die Voraussetzung, richtig reifen zu können.
Käse, der unter Luftabschluss in Wachs oder Folie reift, hat weniger Charakter und schmeckt entsprechend fader.
Zum Schutz vor Schimmelpilz wird die Käserinde oft mit dem – grundsätzlich essbaren – Konservierungsstoff Natamycin (E235) behandelt.
Vor dem Versand werden die Käselaibe oft in Paraffin getaucht oder mit sonstigen Kunststoffen beschichtet. Diese Hülle ist luftundurchlässig und soll die mikroorganischen Prozesse im Laib beenden. Wie die entsprechende Verwendung von Kunststoffgeweben dient sie auch dem zusätzlichen Schutz vor Schmutz und mechanischen Schäden sowie außerdem gewiss oft der Markenidentität, einer hochwertigeren Erscheinung und damit als Vermarktungsinstrument. In Deutschland darf so ein Käse oder Käseerzeugnis nur in Verkehr gebracht werden, wenn das Lebensmittel gekennzeichnet ist mit: „Kunststoffüberzug nicht zum Verzehr geeignet“.
Nur bei wenigen Sorten und nur bei „jungen“ Käsen isst man die Rinde mit. Manchmal wird Käse zur besseren Haltbarkeit in Olivenöl mit Gewürzen und Kräutern eingelegt und dadurch gleichzeitig geschmacklich angereichert. Meist handelt es sich dabei um Frisch- oder Weichkäse. Er kommt auch, wie Mozzarella, in Salzlake eingelegt in den Handel. Manche Käsesorten werden in Wein- oder Edelkastanienblätter gewickelt oder in reiner Holzasche gewälzt.
Einige Nationalküchen haben Spezialitäten entwickelt, um weniger haltbare Käse wie Frischkäse länger lagern zu können. In der französischen Küche zählt dazu Le Pitchou oder Crottin de Berry à l’Huile d’Olive, bei der Frischkäse aus Ziegenmilch mit Öl übergossen werden. Käsereste wurden früher in Fromage-fort-Spezialitäten verarbeitet. Heute werden diese Rezepte wie etwa das Confit d’Époisses von Käsefachgeschäften hergestellt und verkauft.
Viele industriell hergestellte Käsesorten erhalten vor dem Reifen eine Schutzschicht aus Wachs, manche werden auch in Folie verschweißt.

## Die verschiedenen Käsetypen

### Hartkäse – Extrahartkäse

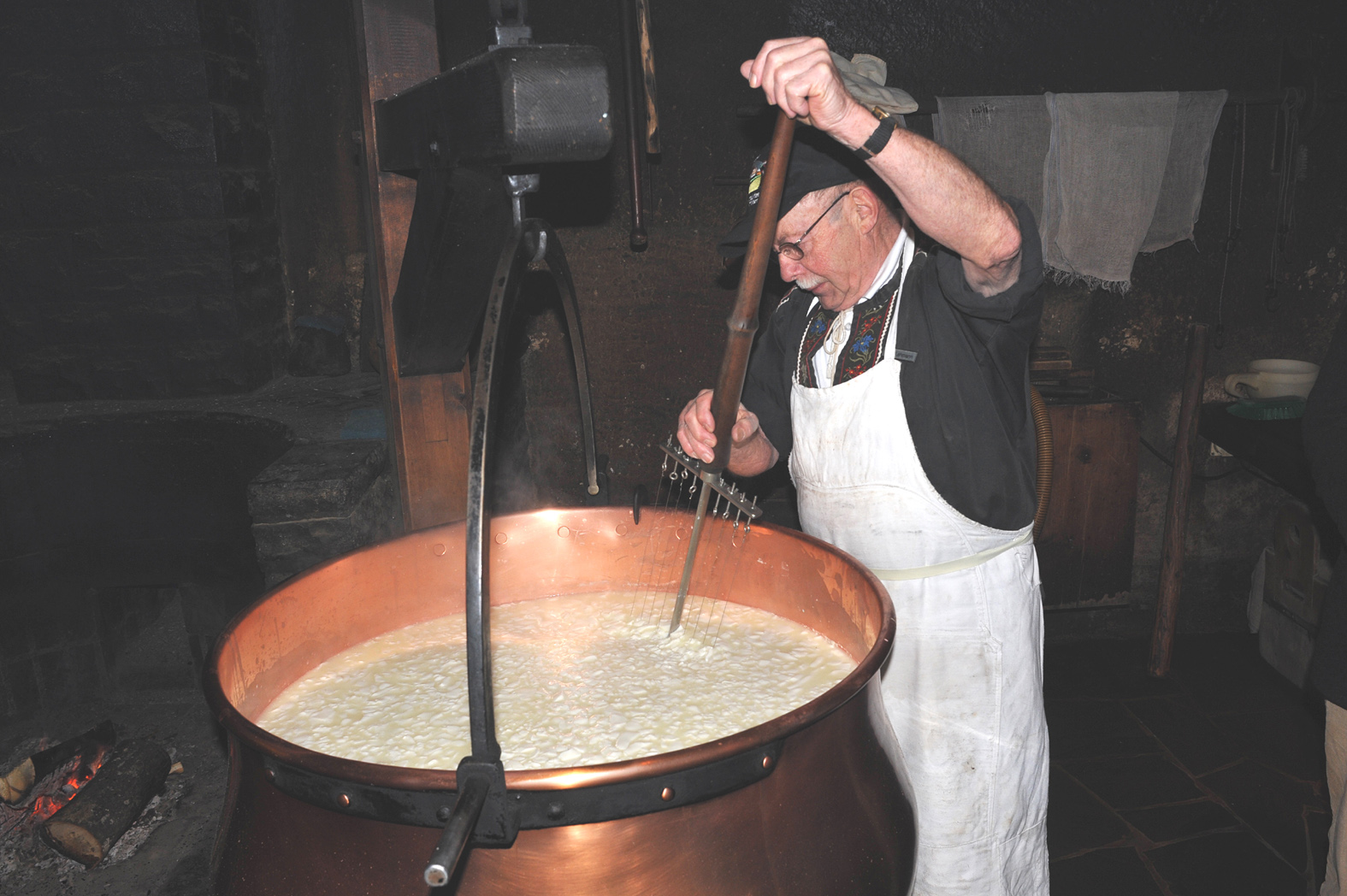
Traditionelle Käseherstellung in der Schweiz

Naturbelassene Rohmilch ist das Ausgangserzeugnis zur Herstellung von Extrahart- und Hartkäse. Nach der Labgerinnung wird die Milch fein zerschnitten, da kleine Käsekörner mehr Molke ausscheiden. Um die Käsekörner gut zu festigen, wird das Käsekörner-Molke-Gemisch ziemlich stark erwärmt und der Käsebruch dann etwa 20 Stunden gepresst. Das Salzbad entzieht dem Käse Wasser, der Eiweißgehalt beträgt nun mindestens 45 %. Extrahart- und Hartkäse reifen nur langsam. Einige Monate bis zu drei Jahren dauert es, bis sie verzehrreif sind. Es sind ausschließlich Vollfettkäse mit mindestens 45 % Fett in der Trockenmasse.
Je nach „Altersklasse“ gibt es bei den Hartkäsen geschmackliche Unterschiede. Je jünger ein Käse, desto milder der Geschmack. Erst der voll ausgereifte Käse enthüllt das volle Aroma.
Ein typischer und traditionsreicher Vertreter der Extrahartkäse ist der Schweizer Sbrinz. Aber auch diverse Alpkäse gehören dieser „Gattung“ an.
Die bekanntesten Hartkäse sind:
- Gruyère: Verzehrreife nach fünf Monaten, Vollreife nach acht bis zwölf Monaten
- Emmentaler: Verzehrreife nach vier bis fünf Monaten, Vollreife nach zehn bis 18 Monaten
- Sbrinz: Verzehrreife nach 18 Monaten, Vollreife nach zwei bis drei Jahren
- Parmesan: Verzehrreife nach zwölf Monaten, Vollreife nach mindestens zwei Jahren

### Halbhartkäse
Es gibt zwei verschiedene Halbhartkäsearten. Je nach Sorte werden sie aus pasteurisierter Milch oder aus Rohmilch hergestellt. Für deren Gerinnung wird der Milch Lab zugesetzt und das Käsekörner-Molke-Gemisch in mittelgroße Käsekörner zerschnitten. Damit die Käsekörner die Molke abgeben und sich festigen, wird der Bruch erwärmt und dann gepresst. Nach dem Salzbad werden die Käse je nach Sorte weiterbehandelt und geschmiert.
Der Eiweißgehalt von Halbhartkäse variiert von 25 bis 40 %.
Die Halbhartkäse gibt es in vier verschiedenen Fettgehaltsstufen:
- Rahmkäse: mind. 55 %, zum Beispiel Rahmtilsiter
- Vollfettkäse: mind. 45 %, zum Beispiel Appenzeller
- Viertelfettkäse: mind. 15 %, zum Beispiel Tilsiter
- Magerkäse: weniger als 15 %, zum Beispiel Glarner Schabziger

Die Teigstruktur der Halbhartkäse ist leicht fest bis weichschnittig.
Auch hier gilt: Das „Alter“ macht auch sie rezenter bis pikant. Die Palette der Halbhartkäse ist riesig. Typische Vertreter sind: Raclette, Appenzeller, Tilsiter, Tête de Moine, Vacherin Fribourgeois, Bergkäse, Gouda, Edamer und Ziger.

### Weichkäse
Zur Herstellung von Weichkäse wird meistens pasteurisierte Milch verwendet. Nach der Lab-Beigabe wird das Käsekörner-Molke-Gemisch nur wenig erwärmt, damit die Körner weich und groß bleiben. Der Bruch wird anschließend nur leicht gepresst oder man lässt ihn nur abtropfen. Das Salzbad dauert nur kurze Zeit. Die Käse haben einen Wassergehalt von ca. 50 % und einen Eiweißgehalt von etwa 20 %. Deshalb dauert die Reifezeit nur einige Wochen.
Allgemein unterscheidet man zwei Arten:

#### Weichkäse mit Schimmelreifung
Der Teig dieser Käse ist geschmeidig, mit zunehmendem Alter bis fließend, der Geschmack meist mild, wird aber zunehmend kräftiger. Traditionell hergestellte Käse haben einen sauren, kreidigen Kern. Heutiger industriell hergestellter Weichkäse hat aufgrund anderer Säuerungskulturen (thermophil) keinen Kern mehr. Die weiße Rinde wird mitgegessen. Brie, Camembert und Tomme sind seine bekanntesten Vertreter. Die Reifezeit beträgt lediglich 1–3 Wochen.

#### Weichkäse mit Rotschmiere
Während der Reifezeit von einigen Wochen bis zu drei Monaten werden diese Käse mit Salzwasser gewaschen bzw. geschmiert. So erhalten sie ihre bräunliche Rinde. Der Teig ist fein, weich und cremig. Der milde Geschmack wird mit zunehmendem Alter ausgeprägt und kräftig. Typische Vertreter sind: Reblochon, Münster, Romadur, Limburger und Vacherin du Haut-Doubs.

### Frischkäse

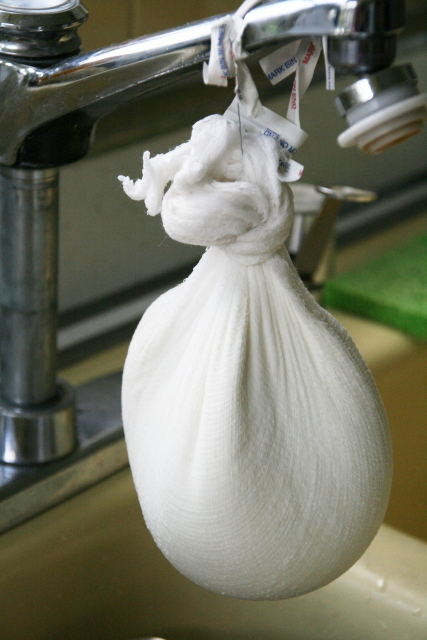
Molke durch ein Etamin-Käsetuch abgepresst; hier bei der Heimproduktion von Käse.

Bei der Herstellung von Frischkäse wird pasteurisierte Milch durch das Beifügen von wenig bis gar keinem Lab und Milchsäurebakterien zur Gerinnung gebracht. Die Molke wird traditionell durch ein Käsetuch abgetrennt, hierbei wird die dickgelegte Masse in ein Tuch gegeben und ausgepresst.
Heutige industrielle Methoden zur Abtrennung der Molke sind Zentrifugieren (mit Separatoren) oder Ultrafiltration. Die abgetrennte Käsemasse wird bis zur gewünschten Fettgehaltsstufe mit Rahm angereichert. Je nach Frischkäsesorte werden unterschiedliche Zusatzstoffe beigemischt. Die Zutaten und Zusatzstoffe sind in der Lebensmittelkennzeichnung aufgelistet. Frischkäse sind rindenlose, nicht gereifte Käse, die unmittelbar nach ihrer Herstellung genussfertig sind. Sie sind in sehr unterschiedlichen Fettgehaltsstufen erhältlich. Frischkäse sind quarkweich und streichfähig, wenig bis gar nicht gesalzen, mit sehr zartem Aroma.
Je höher ihr Fettgehalt, desto cremiger und feiner sind sie.
Die bekanntesten Sorten sind: Quark, Hüttenkäse, Petit-suisse, Rahm- und Doppelrahmfrischkäse.

## Löcher im Käse

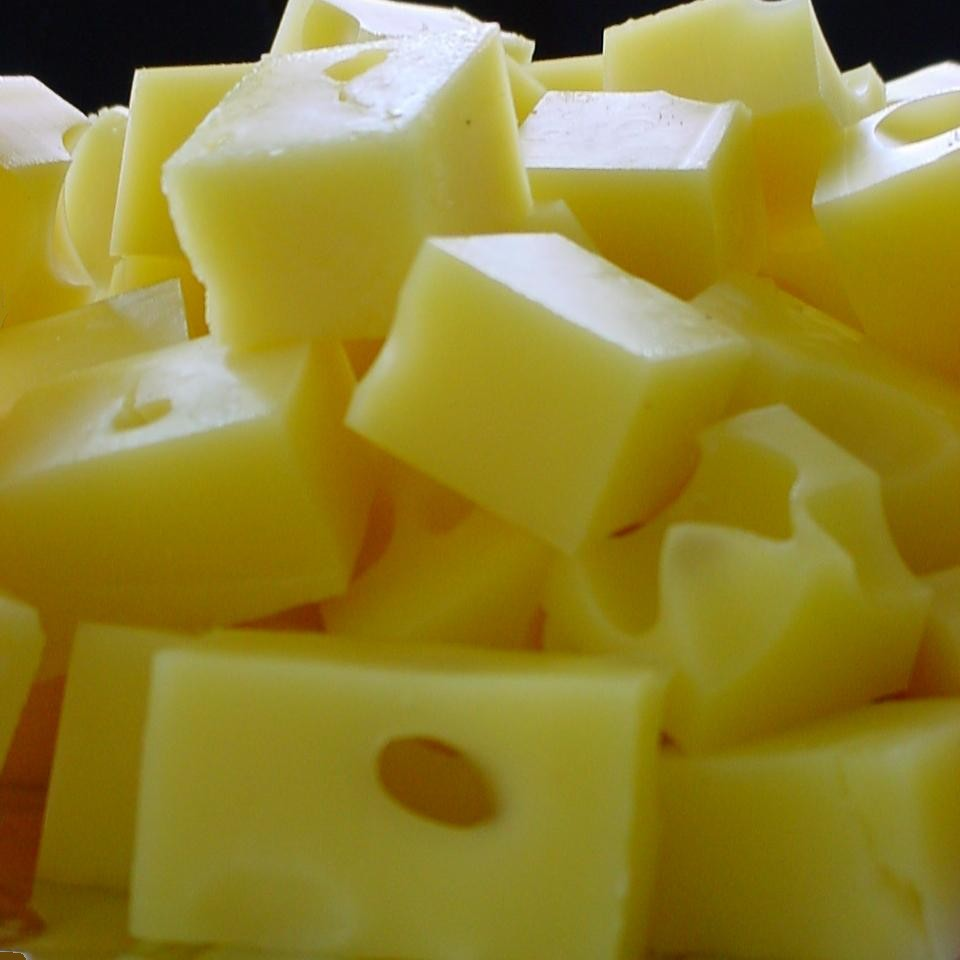
Emmentaler

Der Reifevorgang, der die Löcher entstehen lässt, ist die Propionsäuregärung. Der Milch werden bestimmte Propionsäurebakterien zugeführt. Diese bauen die bei der Vergärung des Milchzuckers durch Milchsäurebakterien entstehende Milchsäure weiter ab zu Propionsäure, Essigsäure und CO2. Zu Beginn des Milchsäureabbaus bindet sich das CO2 mit Wasser. Ist das im Käse vorhandene Wasser mit CO2 gesättigt, wird das CO2 in Gasform frei. Durch die Rindenbildung beim Käse kann das Gas nicht mehr entweichen, es sammelt sich an schlecht verwachsenen Stellen im Käseteig und bildet Hohlräume – die Löcher im Käse. Je nachdem, wie viele Bakterien in die Milch kommen und wie der Käse gelagert wird, ergeben sich mehr oder weniger kleinere oder größere Löcher.
Größe, Form und Verteilung der Löcher geben genau Auskunft über den Verlauf der Reifung und somit über die Qualität des Käses. Bekannt für seine Löcher ist etwa der Emmentaler. Die kleineren Löcher, etwa beim Tilsiter, entstehen bereits vor der Reifung und unterscheiden sich von oben genannten. Hier wird der Käse vor der Reifung in Formen verteilt und nur leicht angepresst. Die lockere Schichtung des Käsebruchs lässt dann die kleinen Löcher entstehen.